# 六年目の疑惑
『六年目の疑惑』（ろくねんめのぎわく 原題：The Naked Edge）は、1961年制作のイギリス・アメリカ合衆国のサスペンス・スリラー映画。モノクロ作品。
ゲイリー・クーパーの遺作となった。テレビでの放映タイトルは『影なき殺人者』。

## あらすじ
舞台はロンドン。ある深夜、会社で重役が殺されて大金を奪われ、残業中の社員ヒースが強盗殺人の容疑で裁判にかけられるが、彼は無罪を主張。しかし、ヒースと共に残業していたジョージ・ラドクリフが現場にヒースがいたと証言したため、ヒースは無期懲役を宣告された。
6年後、ジョージは一流の実業家として成功を収め、彼の妻マーサも幸福に暮らしていたが、ある日、「お前が真犯人ではないか」という脅迫状が届き、マーサは夫に対する疑惑を募らせる。

## キャスト
| 役名                 | 俳優                     | 日本語吹替 |
| -------------------- | ------------------------ | ---------- |
| ジョージ・ラドクリフ | ゲイリー・クーパー       | 黒沢良     |
| マーサ・ラドクリフ   | デボラ・カー             | 水城蘭子   |
| ジェレミー・グレイ   | エリック・ポートマン     | 吉沢久嘉   |
| ヒース夫人           | ダイアン・シレント       | 京千英子   |
| モリス               | マイケル・ワイルディング | 真木恭介   |
| リリー               | ハーミオン・ジンゴールド | 中村紀子子 |
| ラック               | ピーター・カッシング     |            |
| ヒース               | レイ・マカナリー         |            |

- 日本語吹替：初回放送1968年9月22日『日曜洋画劇場』